# Ізмайлович Катерина Адольфівна
Катерина Адольфівна Ізмайлович (1881, Санкт-Петербург — 27 січня 1906, Севастополь) — есерка, учасниця революційного руху в Російській імперії, яка вчинила невдалий замах на адмірала Г. П. Чухніна. Сестра Олександри Ізмайлович.

## Біографія

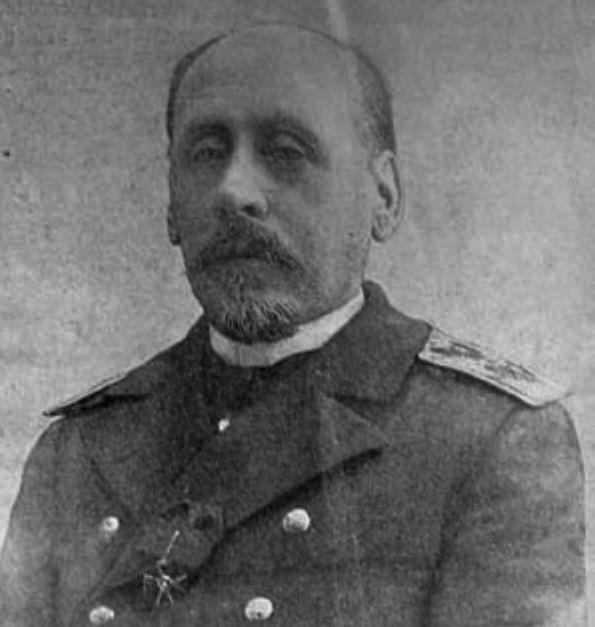
Адмірал Чухнін

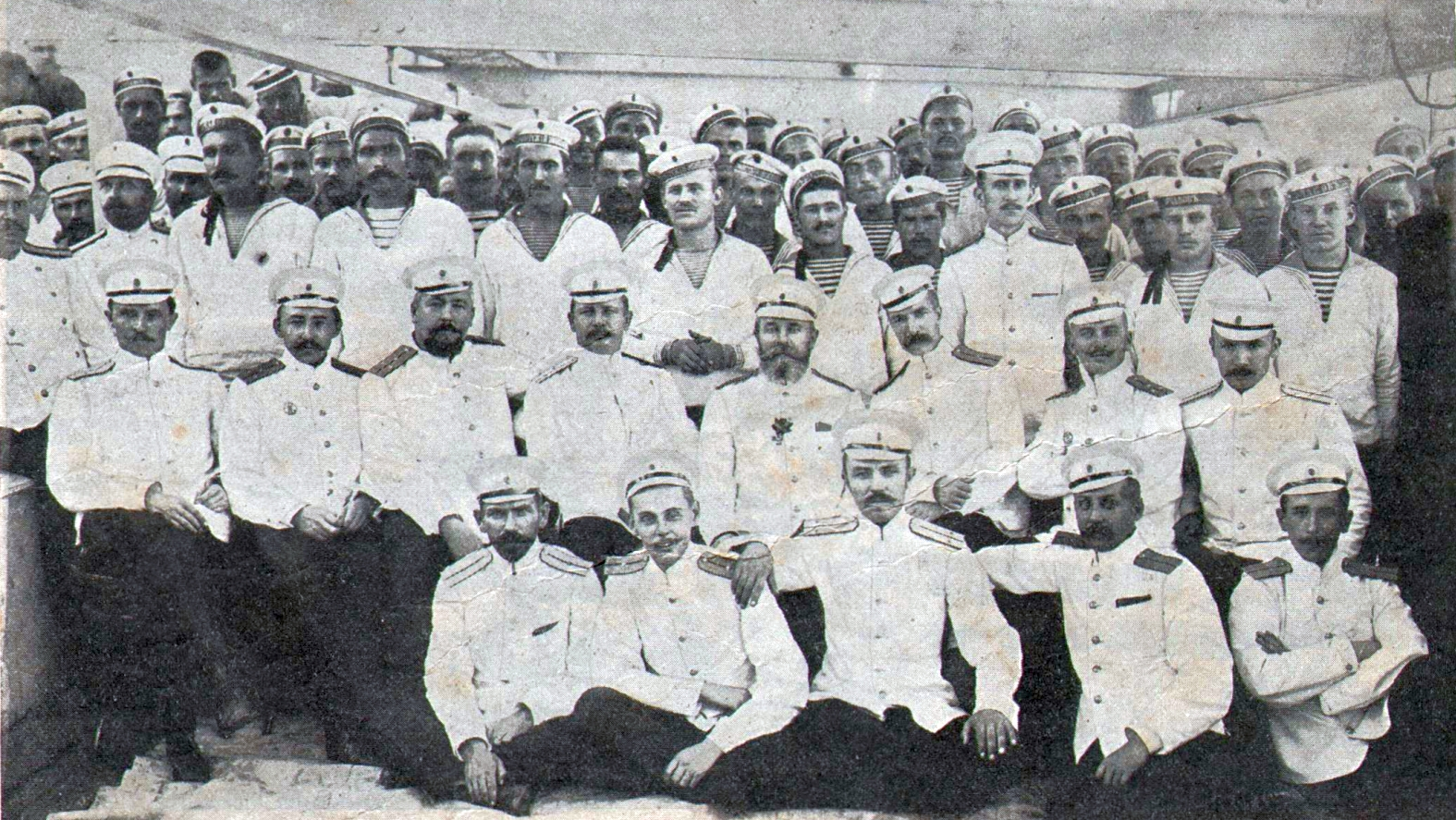
Команда «Очакова»

Катерина Ізмайлович за походженням дворянка, народилася 1881 року в сім'ї офіцера-артилериста. Батько, Адольф Вікентійович Ізмайлович (нар. 1845 р.) — генерал-лейтенант російської армії.
Адольф Ізмайлович рано овдовів і вихованням п'ятьох своїх дітей практично не займався. Він був начальником артилерії Віленського військового округу і вдома бував дуже рідко. Сім'я ж його мешкала в Мінську. Пізніше дочки влаштувалися в Петербурзі. Вони з дитинства дружили з Тетяною Леонтьєвою — дочкою якутського віце-губернатора. Як і багато молодих дівчат високого походження слідом за своєю старшою сестрою Олександрою Ізмайлович зв'язалася з революційним рухом і вступила до партії соціалістів-революціонерів.
1905 року був невдалий замах на Мінського губернатора Курлова, який під час повстань 1905 року в Мінську розганяв повстання, у підсумку Катерину арештовували.
1906 року за постановою Бойової організації есерів здійснила замах на головного командира Чорноморського флоту адмірала Чухніна.
27 січня вона з'явилася до палацу Чухніна на прийом під виглядом прохачки і вистрілила в нього кілька разів із револьвера. Адмірал був поранений у плече і живіт, але залишився живий. Сама Ізмайлович була вбита під час замаху. Сестра Олександра (та їх соратники) дізналася про смерть сестри в Мінській тюрмі.
«27-го січня в Севастополі до віцеадмірала Чухніна з'явилася молода жінка, яка назвалася дочкою адмірала Чалєєва. Будучи прийнята і скориставшись тим, що присутній ад'ютант відійшов убік, прохачка вийняла з кишені пістолет „Браунінга“ і зробила у віце-адмірала Чухніна 4 постріли, що заподіяли йому важкі поранення. Стріляюча жінка була застрелена вартовими».

Інакше історія викладена у спогадах Дубініна, ординарця адмірала Чухніна, у викладі М. А. Ромася :
…Каже, хочу бачити адмірала. Доповіли. Прийняв без затримки. Тільки через хвилину-дві — раптом: бах, бах, бах! Як ми завжди були при адміралі, ось перший я і вбіг. Стоїть ця сама панночка одна, плюгавенька, дохленька і вся біла-біла як сніг, стоїть спокійно, не ворухнеться, а револьвер на підлозі біля її ніг валяється. — "Це я стріляла в Чухніна, — каже твердо: за розстріл «Очакова» ". Дивимося, адмірала тут немає, тільки з іншої кімнати вибігла його дружина, кричить, ніби в безумстві: «Беріть її мерзоту … швидше беріть». Я, звичайно, покликав свого постійного підручника. І що б ви думали? Дивимося, а наш адмірал вилазить з-під дивана. Тут він разом із дружиною закричав: «Беріть швидше, беріть її!» Ну, ось ми її затащили у двір і там покінчили швидко…
І що ви думаєте: ось уже багато років ми біля нього невідлучні. Ходили в похід, часто адмірал наражався на велику небезпеку бути вбитим, стояв, можу сказати, на вершок від смерті, ближче ніж учора — і нічого. А тут якась плюгавка, зовсім невидна…